# Shadow DN8
El Shadow DN8 fue un monoplaza de Fórmula 1 diseñado por el equipo Shadow Racing Cars para las temporadas 1976, 1977 y 1978.

## Resultados

### Fórmula 1
(Clave) (negrita indica pole position) (cursiva indica vuelta rápida)

| Año     | Escudería          | Motor                | Neu. | Pilotos            | 1   | 2   | 3   | 4   | 5   | 6   | 7   | 8   | 9   | 10  | 11  | 12  | 13  | 14  | 15  | 16  | 17  | Puntos | Pos. |
| ------- | ------------------ | -------------------- | ---- | ------------------ | --- | --- | --- | --- | --- | --- | --- | --- | --- | --- | --- | --- | --- | --- | --- | --- | --- | ------ | ---- |
| 1976    | Shadow Racing Cars | Ford-Cosworth DFV V8 | G    |                    | BRA | RSA | USW | ESP | BEL | MON | SWE | FRA | GBR | GER | AUT | NED | ITA | CAN | USA | JPN |     | 10     | 8.º  |
| 1976    | Shadow Racing Cars | Ford-Cosworth DFV V8 | G    | Tom Pryce          |     |     |     |     |     |     |     |     |     |     |     | 4   | 8   | 11  | Ret | Ret |     | 10     | 8.º  |
| 1977    | Shadow Racing Cars | Ford-Cosworth DFV V8 | G    |                    | ARG | BRA | RSA | USW | ESP | MON | BEL | SWE | FRA | GBR | GER | AUT | NED | ITA | USA | CAN | JPN | 23     | 7.º  |
| 1977    | Shadow Racing Cars | Ford-Cosworth DFV V8 | G    | Tom Pryce          | NC  |     | Ret |     |     |     |     |     |     |     |     |     |     |     |     |     |     | 23     | 7.º  |
| 1977    | Shadow Racing Cars | Ford-Cosworth DFV V8 | G    | Renzo Zorzi        |     |     | Ret | Ret | Ret |     |     |     |     |     |     |     |     |     |     |     |     | 23     | 7.º  |
| 1977    | Shadow Racing Cars | Ford-Cosworth DFV V8 | G    | Alan Jones         |     |     |     | Ret | Ret | 6   | 5   | 17  | Ret | 7   | Ret | 1   | Ret | 3   | Ret | 4   | 4   | 23     | 7.º  |
| 1977    | Shadow Racing Cars | Ford-Cosworth DFV V8 | G    | Riccardo Patrese   |     |     |     |     |     | 9   | Ret |     | Ret | Ret | 10  |     | 13  | Ret |     | 10  | 6   | 23     | 7.º  |
| 1977    | Shadow Racing Cars | Ford-Cosworth DFV V8 | G    | Jackie Oliver      |     |     |     |     |     |     |     | 9   |     |     |     |     |     |     |     |     |     | 23     | 7.º  |
| 1977    | Shadow Racing Cars | Ford-Cosworth DFV V8 | G    | Arturo Merzario    |     |     |     |     |     |     |     |     |     |     |     | Ret |     |     |     |     |     | 23     | 7.º  |
| 1977    | Shadow Racing Cars | Ford-Cosworth DFV V8 | G    | Jean-Pierre Jarier |     |     |     |     |     |     |     |     |     |     |     |     |     |     | 9   |     |     | 23     | 7.º  |
| 1978    | Shadow Racing Cars | Ford-Cosworth DFV V8 | G    |                    | ARG | BRA | RSA | USW | MON | BEL | ESP | SWE | FRA | GBR | GER | AUT | NED | ITA | USA | CAN |     | 6      | 11.º |
| 1978    | Shadow Racing Cars | Ford-Cosworth DFV V8 | G    | Hans-Joachim Stuck | 17  | Ret | DNQ |     |     |     |     |     |     |     |     |     |     |     |     |     |     | 6      | 11.º |
| 1978    | Shadow Racing Cars | Ford-Cosworth DFV V8 | G    | Clay Regazzoni     | 15  | 5   | DNQ | 10  |     |     |     |     |     |     |     |     |     |     |     |     |     | 6      | 11.º |
| Fuente: |                    |                      |      |                    |     |     |     |     |     |     |     |     |     |     |     |     |     |     |     |     |     |        |      |